# Trường Hàn Quốc ở Thành phố Hồ Chí Minh
Trường Quốc tế Hàn Quốc ở Thành phố Hồ Chí Minh (tiếng Hàn Quốc: 호치민시한국국제학교) là một trường quốc tế của Hàn Quốc tại phường Tân Phú, quận 7, Thành phố Hồ Chí Minh, Việt Nam. Trường tổ chức dạy học từ mẫu giáo đến trung học phổ thông.
Trường được thành lập vào ngày 4 tháng 8 năm 1998.
Tính đến năm 2017, đây là trường quốc tế Hàn Quốc lớn nhất thế giới, tiếp theo là trường quốc tế Hàn Quốc Jakarta.